# Agapetes subsessilifolia
Agapetes subsessilifolia là một loài thực vật có hoa trong họ Thạch nam. Loài này được S.H.Huang, H.Sun & Z.K.Zhou mô tả khoa học đầu tiên năm 1998.